# Pagini literare
Pagini literare a fost o revista de cultura care a apărut la Arad, singura publicație literară transilvăneană din anii Primului Război Mondial. Noua publicație trebuia să se intituleze Revista noastră, dar din motive politice a fost ales un titlu care să stârnească cât mai puține suspiciuni din partea stăpânirii austro-ungare.
Presa transilvăneană prezenta apariția Paginilor literare ca un eveniment de mare însemnătate în mișcarea culturală. 
„Noua publicație de la Arad, scria Telegraful român la 21 martie 1916, va fi de bună seamă bine primită în casele românești de pretutindeni.”
Cultura creștină scria la 25 martie că revista venea să umple golul creat în mișcarea literară transilvăneană prin sistarea apariției Luceafărului și Cosînzenei și să suplinească „scrisul de această natură al fraților din România”, care nu mai putea să pătrundă peste munți din cauza „stărilor de război”.
Revista Transilvaniei insista și asupra rolului pe care revista arădeană trebuia să-l joace în lupta politică. „Pagini literare, au apărut, scria ziarul brașovean în editorialul din 22 martie 1916, și salutăm călduros solia ce o aduc. Conținutul numărului prim este bogat. Condeie consacrate colaborează la restabilirea continuității noastre literare și culturale întrerupte deodată de izbucnirea războiului”.
Comitetul de conducere al Paginilor literare, reprezentat de Victor Stanciu, redactorul responsabil, și Laurențiu Luca, editorul, au făcut mari sacrificii pentru a asigura, în condiții grele de război, apariția unei reviste cu un orizont de preocupări atât de larg și să o tipărească în condiții grafice unice în presa românească a vremii. Și numai atât, aparițiile bilunare ale revistei se succedă cu o regularitate exemplară.
Presa transilvană îi face revistei o largă publicitate pe toată durata apariției ei și reproduce sumarele, uneori în mai multe numere, și adresează apeluri publicului să o sprijine. ,,Constatăm cu satisfacție, scrie Gazeta Transilvaniei în prezentarea numărului 7, că această singură revistă literară a noastră, care corespunde unei adânc simțite necesități sufletești, dar care, durere, e pre puțin sprijinită, se prezintă din ce in ce în condiții mai strălucite”. Presa transilvăneană atrage atenția cititorilor că revista publică scrieri literare, culturale și științifice, precum și un bogat material ilustrativ.
Proza formează capitolul cel mai interesant al părții literare și se impune atât prin problematică, cât și prin realizarea artistică. Contribuția mai importantă o aduce Ion Agârbiceanu, cunoscut încă de atunci drept continuatorul lui Ion Slavici în proza transilvăneană.
Prozator al Luceafărului, colaborator la Cosînzeana și susținător al Tribunei din Arad și apoi al Românului, Agârbiceanu trece după suspendarea cotidianului arădean la Pagini literare și publică aici o suită de povestiri. Numele său se întâlnește aproape număr de număr: Acasă (nr. 1, p. 2-6), Două scrisori (nr. 2, p. 25-27), Griji multe (nr. 3, p. 47-51), Vinerea patimilor (nr. 4, p. 65-72).
Semnează proză și alți trei scriitori cunoscuți: Alexandru Ciura, Mihail Gașpar și Emil Isac care își lasă amprenta asupra revistei prin scrierile publicate.
Al. Ciura  publică Scrisoare din urmă (nr. 3, p. 45-47) și Scrisoarea lui Don Quijote (nr. 4, p. 75-77), Mihail Gașpar Singur (nr. 1, p. 7-8), Domnișoara Marta (nr. 5, p. 93-96; nr. 6, p. 114-117) și Pastel (nr. 8, p. 152), iar Emil Isac La cârciuma lui Moș Petru (nr. 4, p. 73), Doamna și Plopul (nr. 5, p. 92).
Orientarea spre problematica socială caracterizează și poezia din revista arădeană. Poeții evocă suferințele românilor transilvăneni, cu procedee literare întâlnite și la Coșbuc. Andrei Bârseanu, T. Murășanu, I. Broșu sunt poeți care publică în Pagini literare și sunt însuflețiți de exemplul lui O. Goga, dar nu pot înălța fără talent o nouă ,,cântare a pătimirii noastre”.
Poezia de dragoste este semnată de Aron Cotruș, T. Murășanu, Ovidiu Hulea, I. U. Soricu, M. Pallade și alte câteva nume.
Secțiunea a doua a Paginilor literare cuprinde, sub titlul general „Cronică”, materiale din domenii variate. Se publică aici studii, biografii, știință popularizată, dări de seamă, recenzii, bibliografii, însemnări.
Multe din lucrările științifice s-au premiat, ca urmare a progreselor realizate în domeniile respective în cursul anilor. Dar biografiile, studiile de istorie, de istorie literară și cele de filozofie își păstrează și astăzi actualitatea.
Cronica culturală cuprindea comentarii privind mișcarea de idei, expuneri ale situației școlilor românești de peste munți și studii de istorie, filozofie și filologie.
Din prima grupă face parte articolul lui I. Georgescu „Idei despre cultură” (nr. 8, p. 149-151). Cultura este definită ca ,,manifestarea cea mai înaltă a sufletului omenesc”, dar ea nu poate fi desprinsă de condițiile social-politice. Om cult putea fi considerat, arată revista, numai acela care, pe lângă orizontul intelectual larg, se manifestă și ca un luptător pentru afirmarea idealurilor naționale. Popoarele, și cu atât mai puțin popoarele tinere, trăiesc, progresează și înving numai prin ,,cultivarea calităților sufletului lor național”.
Programele școlii sunt prezentate de I. Mateiu, care se făcuse cunoscut prin activarea sa pe tărâm cultural. Publică o serie de articole: Școala în ,,Pagini literare” (nr. 1, p. 17-18), actualitatea și corpul didactic (nr. 4, p. 81-82), Pagini din trecut. Mateiu cere încă din primul articol ca Paginile literare să fie o publicație care nu se mărginește să defăimeze, ci să urmărească în egală măsură să instruiască.
Pagini literare arată că în presa transilvană activau prea puțini ziariști profesioniști, și că slujitorii, cum erau  cei mai mulți, puteau fi supuși la tot felul de vexațiuni din partea stăpânirii austro-ungare.
Studiile se publică în rubrici speciale, istorie, filologie, filozofie, și  evidențiază strădaniile revistei de a le menține în toate numerele, fără însă să reușească.
Studiile de istorie sunt semnate de I. Lupaș și publică în primul număr, sub titlul general „Pagini din trecut” (p. 165), două ,,comunicări”: Împăratul Leopold I și văduva principelui Șerban Cantacuzino, 23 martie 1692 și o scrisoare a fiicei lui Șerban Cantacuzino, Maria văduva lui Constantin Bălăceanu, către împăratul Leopold, 2 iunie 1697.
Contribuții științifice fundamentale se publică și la rubrica „Filologie” și N. Drăgan semnează aici studiul „Calvinismul în literatura română”, o suită de monografii ale unor numiri topice și comentarii filologice, privind unele cuvinte cu circulație mai restrânsă.
Orientarea revistei arădene explică și deschiderea rubricii „Filozofie”, care se întâlnește mai rar în publicațiile literare ale vremii. Inițiativa nu este totuși una singulară. O rubrică asemănătoare fusese inaugurată mai înainte în Românul, și era susținută de Lucian Blaga. Revista arădeană îi încredințează lui această rubrică, fiindu-i anunțată colaborarea încă din primul număr.
Există o serie de lucrări, ca biografiile, scrierile cu caracter autobiografic, eseurile privind artele, care sunt dispersate în diferite rubrici ale cronicii culturale și chiar trecute în unele cazuri în secțiunea creației literare.
Dintre scrierile cu caracter autobiografic, una aparține lui Ioan Urban Jarnik, „O rectificare și o propunere”, expunere în care prezintă împrejurările cunoașterii culturii române și realizează împreună cu Andrei Bârseanu, colecția Doine și strigături din Ardeal, printre cele mai importante culegeri de poezii populare din literatura noastră.
Prezența artelor în revista arădeană este, fără îndoială, un fapt neașteptat. Artele sunt prezentate de Al. S. Iorga, colaborator mai înainte la Românul și la alte publicații transilvănene și tot el se ocupă de prezentarea artistică a revistei și de materialul ilustrativ.
Muzica este mai slab reprezentată în Paginile literare în comparație cu artele plastice. Se publică în primul număr un supliment muzical, dar inițiativa nu este continuată. G. Șorban tipărește în acest supliment „Hăis și cea”, una din cele cinci compoziții ale sale pe versuri de Șt. O. Iosif.
Revista nu publică și alte texte muzicale, probabil din cauza unor dificultăți de tipărire, dar producția muzicală stă în atenția ei și o prezintă în notele bibliografice (nr. 6, p. 128).
Paginile literare întrețin și o serie de rubrici mărunte: „Însemnări”, „Bibliografie”, „Răspunsuri”, „Poșta redacției”, cum fac dealtfel și alte publicații. Cititorii sunt informați în primele două rubrici asupra activității unor colaboratori ai revistei și asupra apariției cărților mai importante, literare și științifice.
Rubricile Răspunsuri și Poșta redacției sunt destinate începătorilor, care căutau să-și facă intrarea în literatură. 
Paginile literare ,,poartă și un timbru de actualitate”, scrie Andrei Bârsan, aducând schițe, notițe, și ilustrații din primul război mondial, ținându-i astfel la curent cu toate evenimentele vremii.
Articolul acestuia , publicat după apariția ultimului număr, apare ca un bilanț la sfârșit de activitate. Explicațiile pentru încetarea apariției Paginilor literare sunt numeroase. Principala cauză este pusă pe seama situației care se creează după intrarea României în război, redacția pierzând astfel legătura cu colaboratorii săi din alte orașe, precum și condițiile nefavorabile muncii intelectuale au dus la destrămarea grupării ardelene și încetarea activităților revistei.
Sunt puține reviste, chiar cu o apariție mai lungă, în paginile cărora să întâlnești număr de număr numele unei personalități precum Lucian Blaga, a unui povestitor ca I. Agârbiceanu și a unor învățați ca I. Lupaș și N.Drăganu.